# 아이돌마스터 팝 링크스
《아이돌마스터 팝 링크스》(THE IDOLM@STER POP LINKS)는 반다이 남코 게임스가 2021년 1월 21일에 서비스를 시작한 안드로이드 및 iOS용 리듬 게임이다.
2022년 7월 21일을 기해 서비스를 종료되었다.